# Colli di Luni
Mit der Bezeichnung Colli di Luni werden Weiß- und Rotweine aus den Regionen Ligurien und Toskana bezeichnet, die seit 1989 eine „kontrollierte Herkunftsbezeichnung“ (Denominazione di origine controllata – DOC) besitzen, die zuletzt am 7. März 2014 aktualisiert wurde.

## Anbaugebiet
Das Anbaugebiet umfasst folgende Gemeinden:
- in der Provinz La Spezia (in der Region Ligurien): Ortonovo, Castelnuovo Magra, Sarzana, Santo Stefano di Magra, Bolano, Calice al Cornoviglio, Beverino, Riccò del Golfo, Follo, La Spezia, Vezzano Ligure, Arcola, Lerici, Ameglia
- in der Massa Carrara (in der Region Toskana): Fosdinovo, Aulla, Podenzana

## Erzeugung
Folgende Weintypen dürfen erzeugt werden:
- Colli di Luni rosso, auch als „Riserva“: 50–100 % Sangiovese und 0–50 % andere rote Rebsorten, die für den Anbau in den Regionen Ligurien und Toskana zugelassen sind, dürfen zugesetzt werden.
- Colli di Luni bianco: mindestens 35 % Vermentino, 25–40 % Trebbiano sowie höchstens 30 % andere analoge Rebsorten, die für den Anbau in den Regionen Ligurien und Toskana zugelassen sind, dürfen zugesetzt werden.
- Colli di Luni Vermentino: mindestens 90 % Vermentino müssen enthalten sein. Höchstens 10 % andere analoge Rebsorten, die für den Anbau in den Regionen Ligurien und Toskana zugelassen sind, dürfen zugesetzt werden.
- Colli di Luni Albarola: mindestens 85 % Albarola müssen enthalten sein. Höchstens 15 % andere analoge Rebsorten, die für den Anbau in den Regionen Ligurien und Toskana zugelassen sind, dürfen zugesetzt werden.

## Beschreibung
Gemäß Denomination:

### Colli di Luni bianco
- Farbe: strohgelb
- Geruch: zart, angenehm
- Geschmack: trocken, harmonisch angenehm
- Alkoholgehalt: mindestens 11,0 Vol.-%
- Säuregehalt: mind. 4,5 g/l
- Trockenextrakt: mind. 15,0 g/l

### Colli di Luni Vermentino (auch als Superiore)
- Farbe: mehr oder weniger intensives Strohgelb
- Geruch: trocken, harmonisch, zart nach Mandel
- Geschmack: trocken, fein, harmonisch
- Alkoholgehalt: mindestens 11,5 Vol.-% – für „Superiore“ mind. 12,5 Vol.-%
- Säuregehalt: mind. 4,5 g/l
- Trockenextrakt: mind. 15,0 g/l – für „Superiore“ mind. 17,0 g/l

### Colli di Luni rosso (auch als Riserva)
- Farbe: strohgelb
- Geruch: zart, weinig
- Geschmack: trocken, fein, harmonisch
- Alkoholgehalt: mindestens 11,5 Vol.-% – für „Riserva“ mind. 12,5 Vol.-%
- Säuregehalt: mind. 4,5 g/l
- Trockenextrakt: mind. 20,0 g/l – für „Riserva“ mind. 22,0 g/l

Mit der Zusatzbezeichnung „Riserva“ muss er mindestens zwei Jahre gereift sein.

### Colli di Luni Albarola
- Farbe: strohgelb, bisweilen mit grünlichen Reflexen
- Geruch: trocken, frisch, charakteristisch
- Geschmack: trocken, harmonisch angenehm
- Alkoholgehalt: mindestens 11,5 Vol.-%
- Säuregehalt: mind. 4,5 g/l
- Trockenextrakt: mind. 15,0 g/l